# Dwm
dwm és un gestor de finestres en mosaic dinàmic per l'X11 que exhibeix els principis del minimalisme i és conegut per haver estat una gran influència per al desenvolupament d'altres gestors de finestres, incloent xmonad i awesome. dwm és extremadament similar a wmii, però internament és de composició molt més simple. És escrit purament en C i, tenint al cap aquesta simplicitat, no conté cap mena d'interfície de configuració altre que editar el codi font.